# Medalla Massey
La Real Sociedad Geográfica Canadiense (RCGS por su acrónimo en inglés) otorga anualmente la Medalla Massey para reconocer logros personales destacados en exploración, desarrollo o descripción de la geografía de Canadá. El premio fue establecido en 1959, por la «Fundación Massey», nombrado por el industrial Hart Massey.

## Destinatarios
- 1959: Henry Asbjorn Larsen
- 1960: Keith Rogers Greenaway
- 1961: Owen Connor Struan Robertson
- 1962: Diamond Jenness
- 1963: Graham Westbrook Rowley
- 1964: Yves Oscar Fortier
- 1965: Hugh Samuel Bostock
- 1966: Alf Erling Porsild
- 1967: J. Ross Mackay
- 1968: Colonel Cyril Horace Smith
- 1969: Donald Fulton Putnam
- 1970: Murray Edmund Watts
- 1971: John Lewis Robinson
- 1972: Isobel Moira Dunbar
- 1973: Pierre Dansereau
- 1974: Frederick Kenneth Hare
- 1975: William M. Gilchrist
- 1976: Louis-Edmond Hamelin
- 1977: Thomas Henry Manning
- 1978: Edward Gustav Pleva
- 1979: Ernest Frederick Roots
- 1980: Maurice Hall Haycock
- 1981: Raymond Thorsteinsson
- 1982: Trevor Lloyd
- 1983: Willis F. Roberts
- 1984: Capitán Thomas Charles Pullen
- 1985: Morley K. Thomas
- 1986: David McCurdy Baird
- 1987: Charles Richard Harington
- 1988: John Warkentin
- 1989: John D. Mollard
- 1990: Byron Boville
- 1991: George D. Hobson
- 1992: Stewart Dixon MacDonald
- 1993: J. Gordon Nelson
- 1994: Henri Dorion
- 1995: Pierre Camu
- 1996: James P. Bruce
- 1997: James Archibald Houston
- 1998: William C. Wonders
- 1999: Alexander T. Davidson
- 2000: Robert McGhee
- 2001: Lawrence McCann
- 2002: John Oliver Wheeler
- 2003: Richard Colebrook Harris
- 2004: Larry Stuart Bourne
- 2005: Tim Oke

- 2006: Serge Courville

- 2007: Eddy Carmack
- 2008: Bruce Mitchell
- 2009: Michael Church
- 2010: Raymond Price
- 2011: David N. Livingstone
- 2012: Graeme Wynn
- 2013: David Ley
- 2014: Derald Smith
- 2015:  Brian Osborne
- 2016:  Steve Blasco
- 2017:  David Morrison
- 2018 - Arthur J. Ray
- 2019:  Derek Clifford Ford
- 2020:  John Smol